# Radek Petráš
Radek Petráš (* 7. února 1988, Havířov) je český stand-up komik, lektor rétoriky, herec, režisér a řečník. V současné době vystupuje v pořadech Na Stojáka a Comedy Club. Pořádá kurzy rétoriky, často s podtitulem: "Poslouchají mě vůbec?"

## Život
Narodil se a vyrostl v Havířově. Když mu bylo 15 let, jeho matka a otec se rozhodli přestěhovat do Brna. Tam vystudoval Gymnázium Elgartova v Brně v Husovicích. Při tomto studiu začal hrát v divadle Genus, což vedlo k tomu, že často chyběl ve výuce kvůli představením. Rodičům v roce 2004 zkrachovala textilní firma na výrobu dámského spodního prádla a dostali se do velkých dluhů. I proto začal velmi brzy pracovat, což se také podepisovalo na jeho docházce do školy. Gymnázium úspěšně zakončil maturitou v roce 2007.
Poté začal studovat obor učitelství pro střední školy na pedagogické fakultě na Masarykově Univerzitě, který neúspěšně ukončil před státnicemi. Poté přešel na Ekonomicko-správní fakultu na obor Finance a management. Při tomto studiu několik let pracoval jako finanční poradce.
V roce 2012 se rozhodl školy i práce zanechat a živit se pouze mluveným slovem. V té době už 8 let hrál v brněnských divadlech a 2 roky vystupoval jako stand-up komik. Od té doby se začal v oboru řečnictví sám vzdělávat a navštěvovat různé kurzy a přednášky. O 2 roky později otevřel svůj první kurz rétoriky pro veřejnost "Radkova Rétorika: Poslouchají mě vůbec?"
V letech 2016–2021 založil a provozoval s divadelními přáteli ArtBar Druhý Pád, což je hudebně divadelní undergroundový klub v Brně.
V roce 2017 se oženil s Evou Petrášovou, se kterou má dvě děti – Olivera (* 2019), Stellu (* 2023).
V roce 2021 se kvůli pandemii covidu-19 přestěhoval se svou rodinou k brněnské přehradě do lesa na chatu, provoz ArtBaru přenechal spolumajiteli a začal se věnovat zejména tréninkům rétoriky ve firmách a pro jednotlivce. 

## Kariéra
Po přestěhování do Brna začal ve svých 15 letech hrát v divadlech (Genus, Absolutní divadlo, divadlo Druhý Pád), kde ztvárnil řadu rolí (Pan Kaplan má třídu stále rád – Nathan P. Nathan (130 repríz), Tři a tři je pět – John Brown, Účastníci zájezdu – Ignác, Ženitba – Ivan Podkolatov, Tmavý Obrázek a další).
V říjnu 2010 vystoupil v rámci stand-up komediálního pořadu Na Mikrofon poprvé se svým stand-upem "Předsudky". Stand-up komedii si zamiloval a začal v tomto pořadu vystupovat pravidelně.
Od roku 2012 vystupuje také v pořadu Na stojáka, dříve na HBO a později v České televizi. Stand-up komedii se věnuje dodnes a pravidelně vystupuje po celé ČR. Natáčí také pořad Comedy Club pro Prima Comedy Central. 
Je režisérem mnoha videoklipů: Chlapská zásilka(2012), Petr Bende a Pavel Helan – iBůh (2013), Thanks for freedom (2014), Daruj Hovno (2013).
V roce 2016 debutoval ve filmu Musíme se sejít, který se díky nedostatku financí natáčel čtyři roky a Radek Petráš v něm ztvárňuje jednoduchého a ne moc úspěšného herce Capria. 
V roce 2017 režíroval velmi úspěšnou komedii s prvky stand-upu pro své domovské divadlo Druhý Pád – Šamrova Čtverka. 
Od roku 2015 pořádá kurzy rétoriky, kde předává své mnohaleté zkušenosti z praxe stand-up komika. O rétorice také přednáší a věnuje se popularizaci tohoto oboru. 

### Stand-up komedie
- Předsudky (2010) – úplně první výstup jako stand-up komik
- Žluté Busíky (2010)
- Debilní otázky (2013)
- Ostrava!! (2016)
- Politika a noční můry (2017)
- Flirt a tanec (2018)
- Mužský a ženský komunikační vzorec (2018)
- Cukroholik (2019)
- Čech v Amsterdamu (2023)
- Poprvé (2023)

### Film
- Legend within (2017)
- Musíme se sejít (2016)
- Na stojáka v kině (2018)
- Princezna a půl království (2019)
- Sebepoznání (2021)